# Decimus
Decimus war ein antiker römischer Vorname (praenomen). Er bedeutet im Lateinischen so viel wie „der Zehnte“ oder „der im zehnten Monat/December geborene“. Auf Inschriften wurde der Name mit einem D. abgekürzt.

## Bekannte Namensträger
Antike
- Decimus Iunius Brutus (Konsul 77 v. Chr.) (um 120 v. Chr.–nach 63 v. Chr.), römischer Politiker
- Decimus Iunius Brutus Albinus (um 81 v. Chr.–43 v. Chr.), römischer Politiker und Soldat, einer der Verschwörer gegen Caesar
- Decimus Iunius Brutus Callaicus, römischer Politiker, Konsul 138 v. Chr.
- Decimus Iunius Brutus Pera, zu dessen Tod 264 v. Chr. erstmals Gladiatorenspiele in Rom gehalten wurden, Vater des Konsuls von 266 v. Chr. Decimus Iunius Pera
- Decimus Iunius Brutus Scaeva (Konsul 292 v. Chr.), römischer Politiker
- Decimus Iunius Brutus Scaeva (Konsul 325 v. Chr.), römischer Politiker
- Decimus Iunius Iuvenalis, römischer Satirendichter, siehe Juvenal
- Decimus Laberius (105 v. Chr.–43 v. Chr.), römischer Ritter und Mimendichter
- Decimus Valerius Asiaticus (~5 v. Chr.–47 n. Chr.), römischer Politiker und Senator

Neuzeit
- Decimus Burton (1800–1881), englischer Architekt und Landschaftsarchitekt